# Малі Проходи
Малі́ Прохо́ди — село в Україні, у Дергачівській міській громаді Харківського району Харківської області. Населення становить 401 осіб. До 2020 орган місцевого самоврядування — Проходівська сільська рада.

## Географія
Село Малі Проходи знаходиться в балці Родник, за 3 км від Трав'янського водосховища (річка Харків), до села примикають великі лісові масиви (дуб).

## Населення

### Мова
Розподіл населення за рідною мовою за даними перепису 2001 року:
| Мова       | Кількість | Відсоток |
| ---------- | --------- | -------- |
| російська  | 320       | 79.80%   |
| українська | 80        | 19.95%   |
| вірменська | 1         | 0.25%    |
| Усього     | 401       | 100%     |

## Історія
За даними на 1864 рік у казенному селі Липецької волості Харківського повіту мешкало 958 осіб (485 чоловічої статі та 473 — жіночої), налічувалось 98 дворових господарств, з 1879 року існувала кам’яна православна церква Вознесіння Господнього, архітектора Ф.І. Данилова, побудована прихожанами.
За переписом 1897 року кількість мешканців зросла до 1253 осіб (614 чоловічої статі та 639 — жіночої), з яких всі — православної віри.
Станом на 1914 рік кількість мешканців зросла до 2123 осіб.
12 червня 2020 року, розпорядженням Кабінету Міністрів України № 725-р «Про визначення адміністративних центрів та затвердження територій територіальних громад Харківської області», увійшло до складу Дергачівської міської громади.
19 липня 2020 року, в результаті адміністративно-територіальної реформи та ліквідації Дергачівського району, село увійшло до складу Харківського району.

## Відомі люди
Уродженцем села є Бєлозьоров Іван Павлович (1918—2006) — військово-морський льотчик-винищувач, Герой Радянського Союзу.